# Nadine Herrmann
Nadine Herrmann (* 21. Dezember 1995) ist eine ehemalige deutsche Skilangläuferin.

## Werdegang
Herrmann, die für den Bockauer SV startet, nahm von 2013 bis 2015 an U20-Rennen im Alpencup teil. Dabei belegte sie in der Saison 2013/14 den sechsten Platz und in der Saison 2014/15 den zehnten Platz in der U20-Gesamtwertung. Beim Europäischen Olympischen Winter-Jugendfestival 2013 in Predeal kam sie auf den 13. Platz über 5 km klassisch, auf den zehnten Rang im Sprint und auf den siebten Platz über 7,5 km Freistil. Im Februar 2014 absolvierte sie in Oberwiesenthal ihr erstes Rennen in der Erwachsenenklasse im Alpencup und errang dabei den neunten Platz über 10 km klassisch. Bei den Deutschen Skilanglauf-Meisterschaften 2015 in Oberwiesenthal und Bodenmais wurde sie Dritte über 5 km Freistil und zusammen mit ihrer Schwester Denise Vierte im Teamsprint.  Im Februar 2015 gewann sie bei den Nordischen Junioren-Skiweltmeisterschaften 2015 in Almaty die Bronzemedaille mit der Staffel. In den Einzelrennen gelangen ihr dort der 32. Platz im Skiathlon und der 30. Rang über 5 km Freistil. Bei den U23-Weltmeisterschaften 2017 in Soldier Hollow belegte sie den 26. Platz über 10 km Freistil und den 13. Rang im Sprint. Im Januar 2018 startete sie nach drei Top-Zehn-Platzierungen beim Alpencup in Campra, in Dresden erstmals im Weltcup und holte dabei mit dem 29. Platz im Sprint ihre ersten Weltcuppunkte.
In der Saison 2018/19 erreichte Herrmann mit sieben Top-Zehn-Platzierungen, darunter Platz drei über 10 km klassisch in Planica, den fünften Platz in der Gesamtwertung des Alpencups. Ende März 2019 wurde sie bei den deutschen Skilanglaufmeisterschaften in Reit im Winkl zusammen mit ihrer älteren Schwester Denise Herrmann Zweite im Teamsprint. Im März 2022 beendete Herrmann ihre Karriere.